# Ђовани ди Ђовани
Ђовани ди Ђовани (итал. Giovanni di Giovanni; око 1350 — 7. мај 1365) један је од најмлађих жртава кампање против хомосексуалности вођене у Фиренци од средњег века.

## Пресуда
Подеста суд га је осудио зато што је био пасивни партнер неколицини различитих мушкараца. Био је означен као „јавни пасивни содомит (хомосексуалац)“. Казна која му је одређена и извршена 7. маја 1365. била је пролазак кроз град на леђима магарца, а затим кастрација. На крају, требало је да му се анални отвор спржи усијаним гвожђем (дословно је требало да буде кажњен у део тела којим је дозволио да буде познат по содомитским радњама). Претпоставља се да казну није преживео.

## Позадина
Његова пресуда дошла је уз Црну смрт, епидемију бубонске куге која је опустошила град две године раније. Неки од најутицајнијих људи Католичке цркве тог времена као Бернандин Сијенски оптуживали су „содомите“ (хомосексуалце) за доношење божјег гнева у град. За „поправку“ ситуације, идеалним су сматрали прочишћење града од зла ватром, што је и довело до паљења на ломачи, жарења усијаним гвожђем и осталих казни, налик онима које су пресуђене Ђованију ди Ђованију.